# Цельмер, Валентин Дмитриевич

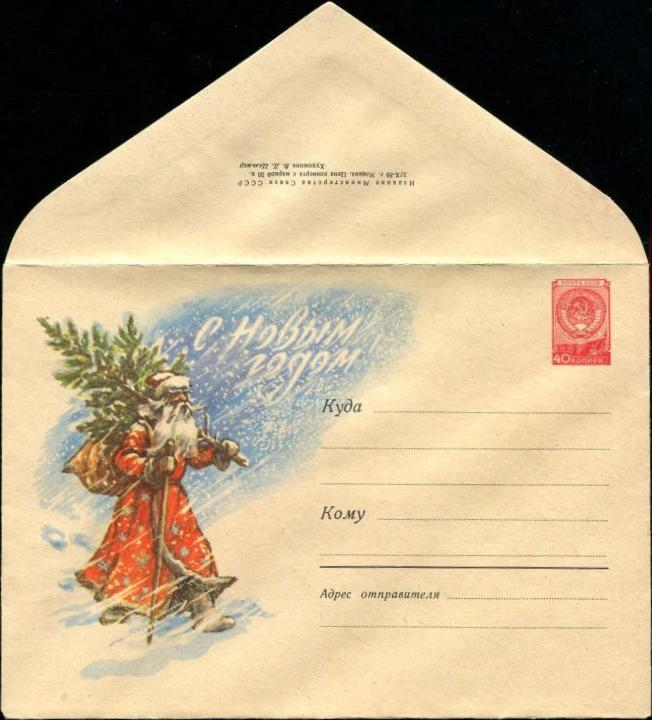
Художественный маркированный конверт СССР 1959 года. Дед Мороз с ёлкой

Валентин Дмитриевич Цельмер (1904—1970) — советский художник и иллюстратор.

## Биография
Родился в Харькове 27 февраля 1904 года. Детство и юность Валентина прошли на Урале, в городе Лысьве, а с 1918 года — в Перми.
В 1919 году он поступил в Пермские высшие художественно-промышленные мастерские. В этом же году начал принимать участие в общественно-политических кампаниях: писал плакаты, оформлял праздничные мероприятия. В 1922 году мастерские были преобразованы в Художественный техникум, где педагогами Цельмера были В. А. Оболенский (воспитанник Московской школы живописи) и А. В. Каплун. Окончив техникум в 1924 году, Цельмер поступил на графический факультет московского ВХУТЕМАСа, где учился у Н. Н. Купреянова, Л. Н. Бруни и В. А. Фаворского.
С 1927 года начал участвовать в художественных выставках. В 1930 году окончил ВХУТЕИН. В 1930-х годах Валентин Цельмер работал преимущественно в журнальной иллюстрации (журнал «Пионер» и другие), продолжая при этом заниматься станковым рисунком. Работал в издательствах «Правда», «Молодая гвардия», «Детиздат», «Крестьянская газета». Как и прежде, оформлял предприятия к октябрьским и майским праздникам, участвовал в оформлении Москвы, в пуске метрополитена.
Во время Великой Отечественной войны находился на Военно-морском флоте. В качестве художника выполнял ряд заданий по выпуску фронтовой литературы, работал в агитбригаде Главного политического управления Черноморского флота. В 1944 году был уволен в запас. Снова начал работать в издательствах, участвовать в выставках. Работал над эстампом — литография, офорт, линогравюра.
Умер 5 марта 1970 года в Москве. Урна с прахом захоронена в колумбарии на Введенском кладбище. Его дочь — Цельмер Ольга Валентиновна (род. 1944), тоже стала художницей; замужем за С. М. Харламовым, народным художником России.
В фондах Картинной галереи города Красноармейска Московской области хранятся 75 произведений В. Д. Цельмера, представляющих его творчество 1920-х — 1960-х годов (рисунки тушью, карандашом, углём; акварели, гуаши, офорты, литографии, линогравюры).